# República Conservadora (Chile)
A República Conservadora foi um período da história do Chile que durou entre 1831 e 1861, caracterizado pela hegemonia do Partido Conservador, cujos partidários eram chamados de “Pelucones”. Depois de derrotar o Partido Liberal - cujos membros eram apelidados de "Pipiolos" - na batalha de Lircay em 17 de de abril de 1830, foi formalmente consolidada em 1831 com a eleição do general José Joaquín Prieto Vial como presidente do Chile.
Todos os presidentes formalmente eleitos desta época foram: José Joaquín Prieto (1831-1841), Manuel Bulnes (1841-1851), Manuel Montt (1851-1861) e os governos provisórios de José Tomás Ovalle (1830-1831) e o breve estágio acidental de Fernando Errázuriz (1831).